# Hartl
Hartl est une commune autrichienne du district de Hartberg en Styrie.